# Lingua xakriabá
La lingua Xakriabá (o Chakriaba, Chikriaba, Shacriaba)  è una lingua morta  appartenente alla Famiglia linguistica delle Lingue gê anticamente parlata in Brasile, nello stato di Minas Gerais, dagli  Xakriabá, che ormai parlano solo il Portoghese.
L'ultimo persona conosciuta, che parlasse la lingua, è morta nel 1864.